# Tadeja Brankovič-Likozar

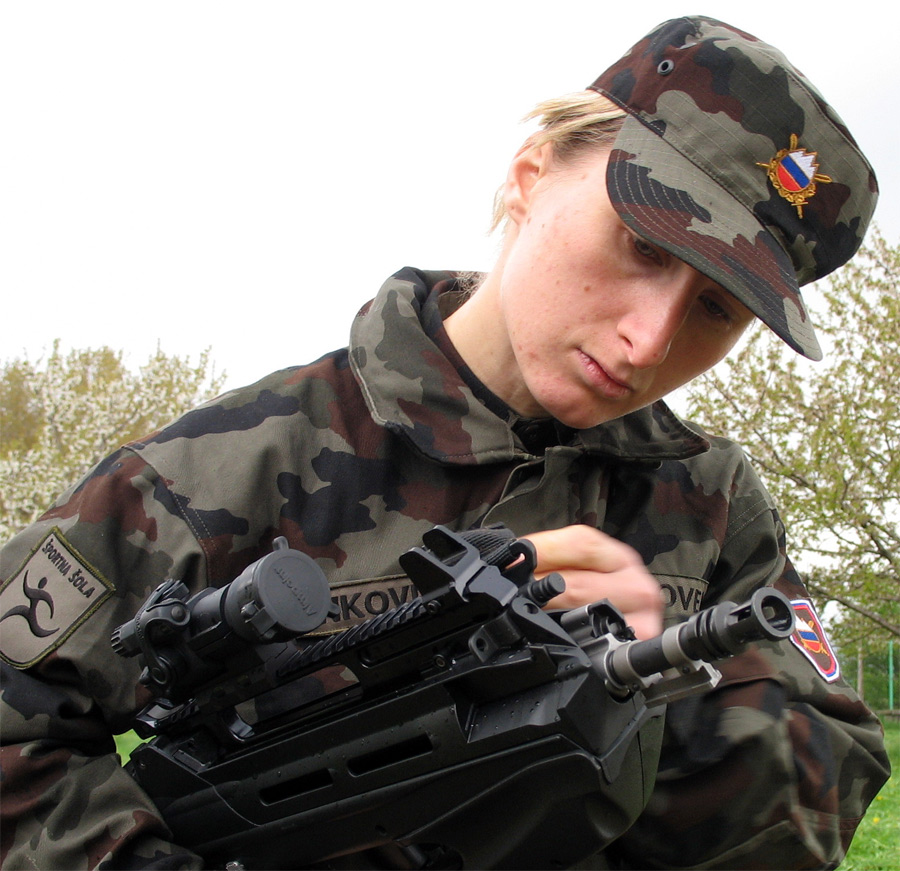
Brankovič-Likozar in der Uniform der slowenischen Streitkräfte, 2010

Tadeja Brankovič-Likozar (* 20. Dezember 1979 in Kranj; gebürtig Tadeja Brankovič) ist eine ehemalige slowenische Biathletin.
Die Ausbilderin beim slowenischen Militär Tadeja Brankovič startet für TSK Merkur Kranj. Seit 1995 betreibt sie den Biathlonsport und gehört seitdem auch dem Nationalteam an. Sie lebt heute in Cerklje. Ihr Debüt im Biathlon-Weltcup gab Brankovič 1995 bei einem Einzel (50) in Östersund. In ihrer ersten Saison erreichte sie selten gute Platzierungen und kam nur dreimal in die Punkteränge. Schon in ihrer zweiten Saison kam sie in Östersund bei einem Einzel als Sechste erstmals unter die besten Zehn. Ihr bestes Ergebnis war ein zweiter Rang in einem Weltcupsprint – wiederum in Östersund.
Seit den Olympischen Spielen 1998 in Nagano nahm sie an allen vier Olympischen Spielen teil. Immer startete sie dort im Einzel, Sprint und in der Staffel, 2006 in Turin auch in der Verfolgung. In den Einzelrennen kam sie nie unter die besten 30, in Staffelrennen erreichte sie als beste Ergebnisse 2002 in Salt Lake City und 2006 sechste Ränge. Ähnlich sieht ihre Bilanz bei Weltmeisterschaften aus, an denen sie seit 1996 immer in mindestens einer Teildisziplin teilnahm. Beste Platzierung bei Einzelstarts war ein 26. Rang im Einzel bei den Welttitelkämpfen 2001 von Pokljuka.

## Biathlon-Weltcup-Platzierungen
Die Tabelle zeigt alle Platzierungen (je nach Austragungsjahr einschließlich Olympische Spiele und Weltmeisterschaften).
- 1.–3. Platz: Anzahl der Podiumsplatzierungen
- Top 10: Anzahl der Platzierungen unter den ersten zehn (einschließlich Podium)
- Punkteränge: Anzahl der Platzierungen innerhalb der Punkteränge (einschließlich Podium und Top 10)
- Starts: Anzahl gelaufener Rennen in der jeweiligen Disziplin
- Staffel: inklusive Mixed-Staffel

| Platzierung                      | Einzel | Sprint | Verfolgung | Massenstart | Team | Staffel | Gesamt |
| -------------------------------- | ------ | ------ | ---------- | ----------- | ---- | ------- | ------ |
| 1. Platz                         |        |        |            |             |      |         |        |
| 2. Platz                         |        | 2      |            |             |      |         | 2      |
| 3. Platz                         |        | 2      |            | 2           |      |         | 4      |
| Top 10                           | 1      | 9      | 5          | 4           | 1    | 9       | 29     |
| Punkteränge                      | 16     | 45     | 32         | 18          | 2    | 13      | 126    |
| Starts                           | 46     | 108    | 64         | 18          | 2    | 14      | 252    |
| Stand: nach der Saison 2009/2010 |        |        |            |             |      |         |        |